# The Gamers: Dorkness Rising
The Gamers: Dorkness Rising ist ein Spielfilm von Dead Gentlemen Productions und Nachfolger von The Gamers. Er handelt von einer Gruppe Rollenspieler, die zum wiederholten Male versuchen, das gleiche Abenteuer zu meistern. Obwohl der Film im selben Universum wie der Vorgänger angesetzt ist und eine ähnliche Thematik wie The Gamers behandelt, ist er dennoch keine direkte Fortsetzung, denn es stehen sowohl andere Spieler als auch andere Charaktere im Mittelpunkt. Deutliche Bezüge zum Vorgänger sind jedoch dennoch vorhanden. Weiterhin behandelt der Film in größerem Maße das wahre Leben der Spieler und weniger das ihrer Charaktere, was ihn ebenfalls von seinem Vorgänger unterscheidet.
Die Dreharbeiten begannen 2005, und die Veröffentlichung war ursprünglich für 2006 geplant, welche sich jedoch bis zum GenCon in Indianapolis am 14. August 2008 verzögerte. Zeitweise stand die Fertigstellung des Filmes ganz auf der Kippe, da die finanziellen Mittel für die Postproduktion nicht in ausreichendem Maße zur Verfügung standen und erst mühsam über Spenden gesammelt werden mussten.
Im August 2013 erschien der dritte Teil der Reihe unter dem Titel The Gamers: Hands of Fate. Hierin wird die Thematik auf Sammelkartenspiele ausgeweitet.

## Handlung
Kevin Lodge möchte schon seit langem sein selbstgeschriebenes Abenteuer „Die Maske des Todes“ als offizielles Modul veröffentlichen. Schade nur, dass seine Rollenspielrunde es nicht schafft, das Abenteuer zu beenden, ohne dass im Verlauf sämtliche Spielercharaktere sterben. So leidet Lodge an einer Art Schreibblockade, denn obwohl er weiß, wie die Geschichte ausgehen soll, sieht er sich außerstande, die Handlung zu Papier zu bringen, ohne sie vorher gespielt zu haben.
Die Helden müssen sich in dem Abenteuer auf die Suche nach der Maske des Todes begeben, die sich im Besitz des bösen Nekromanten Mort Kemnon befindet. Mit Haut und Haaren Powergamer wie sie im Buche stehen, haben die Spieler Gary, Leo und Cass jedoch eigene Pläne und verlassen immer wieder den von Lodge angedachten Handlungsrahmen, so dass das Abenteuer bereits zweimal mit dem Tod der gesamten Gruppe endete. Dafür geben sie Lodge die Schuld, denn der hält sich nicht immer an die Regeln, vor allem nicht, wenn die Regeln seiner Geschichte im Weg stehen.
Während Gary und Leo es beim nächsten Mal lieber mit einem anderen Abenteuer versuchen würden, besteht Cass darauf, das gleiche Abenteuer erneut zu spielen. Sein Ruf als Spieler, der noch nie vor einem Abenteuermodul kapitulieren musste, steht schließlich auf dem Spiel. Um ihre Chancen zu verbessern, beschließt die Gruppe zwei weitere Mitspieler zu rekrutieren. Tatsächlich bringt Cass seine Ex-Freundin Joanna dazu, mitzuspielen, ein fünfter Spieler ist jedoch nicht aufzutreiben, denn die Gruppe hat offenbar einen "Ruf". Also erschafft Lodge am Ende einen Spielleiter-Charakter, der einerseits die Gruppe verstärken, andererseits jedoch auch als Werkzeug dienen soll, das Geschehen im vorgesehenen Rahmen zu halten.
Mit der in puncto Rollenspielen völlig unerfahrenen Joanna am Tisch, macht sich die Gruppe schließlich erneut auf, Mort Kemnon entgegenzutreten. Und dieses Mal verläuft die Geschichte auf eine völlig andere Weise, und die Spieler lernen eine ihnen völlig neue Art des Rollenspiels kennen.

## Charaktere
- Kevin Lodge/Sir Osric (Nathan Rice) - Der Spielleiter und Anführer der Queste. Lodge glaubt, dass die Geschichte wichtiger ist als die Regeln, was häufig zu Kontroversen mit seinen Spielern, speziell Cass, führt.
- Joanna/Daphne (Carol Roscoe) - Die neue Mitspielerin, die mehr Wert auf einen glaubwürdigen Charakter als auf Stufenanstiege legt. Sie wird anfangs von den anderen Spielern nicht ernst genommen, weil sie sich im Gegensatz zu diesen keinen Munchkin-Charakter erstellt hat. Die Figur der Joanna dient dazu, im Film die Sichtweise des Nicht-Rollenspielers auf zum Teil absurde Regeln und Gepflogenheiten zu pointieren.
- Cass/Brother Silence (Brian Lewis) - Joannas Exfreund und arroganter Regelfetischist, der einen Mönch spielt. Er bevorzugt die Hack-and-Slash-Variante des Rollenspiels.
- Leo/Flynn the Fine (Scott C. Brown) - Der glücklose Spieler, der einen lüsternen Barden spielt, welcher während des Filmes 27 Mal im Kampf stirbt. Leo selbst ist der Besitzer des örtlichen Rollenspielladens, in dem sich die Spielrunde regelmäßig trifft.
- Gary Wombah/Luster (Christian Doyle, Jennifer Page) - Ein männlicher Spieler, der eine mächtige Zauberin spielt, welche permanent Nichtspielercharaktere tötet und mit dem Geschlecht seiner Rolle durcheinander kommt. Jennifer Page spielt die weibliche Luster und Garys Mathematiklehrerin, auf welcher der Charakter basiert.
- Therin (Emily Olsen) - Die Göttin des Lichts.
- Mort Agrippa (Don Early) - Der erste Bösewicht, Statthalter des Dorfes, in dem die Gruppe übernachten möchte.
- Drazuul (Tallis Moore) - Ein Todesdämon, der das Dorf Westhaven beherrscht.
- Mort Kemnon (Geoff Gibbs) - Der Erzbösewicht, ein Nekromant, der die Maske des Todes gefunden hat und plant, den König zu stürzen.
- Der Hohepriester (Ed Gibbs) - Der Endgegner, der die Maske benutzen möchte, um das Licht von Therin wiederaufleben zu lassen.
- Mark (Chris Duppenthaler) - Überlebender Spieler von The Gamers. Hat zwei Cameo-Auftritte und gerät bei der Erwähnung von The Shadow in Panik. Mark ist die einzige Figur aus The Gamers, die in der Fortsetzung erneut auftaucht.

## Stil
Anders als bei The Gamers wurden verschiedene Spieleverlage in die Produktion von Dorkness Rising einbezogen, wodurch es möglich wurde, echte Spielprodukte im Film zu verwenden. Während das Spielsystem im ersten Film unbekannt war, wird hier deutlich gemacht, dass die Gruppe die Version 3.5 von Dungeons & Dragons spielt. Das Abenteuer Die Maske des Todes selbst wurde als limitierte Auflage von Goodman Games verlegt. Ebenfalls werden Zitate aus Knights of the Dinner Table angebracht.
In einer Szene spielt Lodge mit Joanna ein Brettspiel, bei dem Ninjas Pizzaboten spielen. Dies wird als Hommage an Ninja Burger angesehen, welches wie Munchkin ein Kartenspiel von Steve Jackson Games ist. Dort werden ebenfalls Ninjas gespielt, die Hamburger und andere Fast-Food-Produkte ausliefern.
Das Kartenspiel Munchkin selbst wird gerade von Leo, Cass, Gary und Lodge gespielt, als Joanna am ersten Spielabend dazu kommt.
Weiterhin sind einige der Ausrüstungsgegenstände aus Nodwicks Truhe Übernahmen aus Munchkin (Widernatürliche Axt, Knieschützer der Verlockung).
Es gibt aber auch einige Anspielungen auf The Gamers. Die auffälligste sollte die Integration des Charakters Mark, der wegen „des Vorfalls“ keine Rollenspiele mehr spielt, und der bei der Erwähnung des Hauptbösewichts „The Shadow“ – aus dem ersten Teil –, bei dem auch die Titelmelodie von The Gamers ertönt, in Panik gerät. Hinzu kommen einige direkte Zitate aus dem ersten Film.

## Trivia
Wie schon der erste Film, greift auch Dorkness Rising viele Marotten und Eigenheiten des Rollenspiels auf. Beispiele sind:
- Interaktion zwischen den Charakteren: Es gibt einige Referenzen von stereotypischen Vorkommnissen.

- Regeln vs. Story: Cass diskutiert heftig mit Lodge über Regeltreue und ob sie dem Verlauf der Geschichte vorzuziehen ist.

- Freiheit der Spieler vs. Railroading: Um das Modul endlich durchzuspielen, erschafft Lodge den Paladin Sir Osric der die Gruppe zwar auch begleiten und verstärken soll, Lodge jedoch in erster Linie dazu dient, als "Polizist" die Spielercharaktere an der "kurzen Leine" zu halten und das Spielgeschehen in die von ihm vorgesehene Richtung lenken zu können. Lodge begründet dies gegenüber Joanna damit, dass die Spieler in seiner Welt Amok laufen würden, wenn er sie nicht unter Kontrolle halte. Die Spieler hingegen fühlen sich von Anfang an durch den Paladin gegängelt und tun alles, dessen Einfluss auf ihre Handlungen gering zu halten. Auf Joannas Hinweis hin lässt Lodge am zweiten Spielabend die Leine locker und stellt fest, dass die sich auf diese Weise entwickelnde Geschichte am Ende sogar ihn zu überraschen vermag.

- Gesinnungskonflikt: Es gibt einige Konflikte, die auf der Gesinnung der Charaktere beruhen; so wollen Daphne und Osric mit Zufallsbegegnungen reden, während der Rest der Gruppe diese wegen der Erfahrungspunkte lieber töten möchte.

- Kritische Fehlschläge (Fumbles) und Erfolge: In The Gamers würfelt ein Spieler an einer wichtigen Stelle eine 20, was einen automatischen Erfolg bedeutet. In Dorkness Rising hingegen gibt es zwei Situationen, in denen eine gewürfelte 1 einen automatischen Fehlschlag bedeutet. Cass versucht beispielsweise, seinen Charakter mit einer 20 vor dem Zauber des Todesdämons zu schützen, würfelt aber eine 1, womit dieser augenblicklich die volle Kontrolle über den Charakter erlangt. Leo würfelt an andere Stelle ebenfalls eine 1, als er seinen Charakter Flynn das Buch Mort Kemnons "erstechen" lassen will. Infolge dieses Patzers sticht Flynn mit seinem Dolch versehentlich auf sich selbst ein.

- Unterscheidung von Spieler- und Charakterwissen: Da die Spieler das Abenteuer schon gespielt haben, wissen sie genau, was zu tun ist. Ihre Charaktere hingegen können diese Information nicht besitzen, worauf der Spielleiter und Joanna lautstark hinweisen. Im Dungeon treffen sie Nodwick, den zurückgelassenen Mietling der alten Gruppe, und grüßen ihn mit Namen, obwohl sie ihn gar nicht kennen können.

- Männliche Spieler mit weiblichen Charakteren: Gary spielt die spärlich bekleidete Zauberin Luster, die auf seiner Mathematiklehrerin beruht, in welche er insgeheim verliebt ist. Im Spiel fällt er ständig aus der Rolle, wenn er z. B. versucht weibliche Charaktere oder NSC zu verführen und muss des Öfteren von seinen Mitspielern oder dem SL daran erinnert werden, dass sein Charakter eine Frau ist.

- Redshirt-Charaktere (Grogs): Leo spielt einen Barden, der das ganze Abenteuer über nicht effektiv an Kämpfen teilzunehmen vermag, da er (meist aufgrund von Würfelpech oder anderen Zufällen) bereits durch den ersten Angriff getötet wird. Um nicht zu schwach zu werden, bittet er Lodge am zweiten Spielabend, im Falle des Charaktertodes mit einem neuen Barden in das Spiel springen zu dürfen. In Westhaven verübt Flynn dann eine Reihe von Kamikazeangriffen, so dass sich seine Leichen aufhäufen und die anderen Charaktere dahinter Deckung finden. Andererseits wurde Joannas Charakter Daphne aufgrund ihrer geringen Konstitution und Stärke von den anderen Spielern als zu schwach eingeschätzt und belächelt, bis sie sich bereits im ersten Kampf als durch Spezialfertigkeiten äußerst effektiv erweist und nahezu im Alleingang eine Horde Goblins erledigt.

- Spielleitercharaktere und der Ehrenkodex der Paladine: Lodge schickt einen NSC-Paladin mit der Gruppe los, da er es nicht geschafft hat, einen fünften Spieler zu organisieren, obwohl er 15 potentielle Mitspieler gefragt hat. Immer wenn die Spieler etwas vorhaben, was dessen Ehrenkodex widerspricht, wie beispielsweise einen Gefangenen zu foltern, lenken sie ihn so lange ab, dass er von dem Geschehen nichts mitbekommt.

- Fingerzeig auf Gary Gygax: In der Anfangsszene, in der Mort Kemnons Versteck betreten wird, erreicht die Gruppe eine verschlossene Tür, auf der eine Plakette mit den Worten „LONG LIVE GYGAX“ angebracht ist.

Einige der Darsteller aus The Gamers spielen auch in Dorkness Rising mit, verkörpern aber (bis auf Chris Duppenthaler in der Rolle des Mark) andere Figuren.
- Kevin Lodge wird von Nathan Rice gespielt, der im ersten Teil den Elf Newmoon und dessen Spieler verkörpert.

- Phil M. Price, im ersten Teil Nimble der Schurke bzw. dessen Spieler, hat einen kurzen Auftritt als Willom, NSC und Bürger Westhavens.

- Emily Olson, die im ersten Teil die von den Gamern genervte Studentin Paula verkörpert, ist im zweiten Teil als Göttin Therin dabei.